# Anedżti
Anedżti (Andżti) – w mitologii starożytnego Egiptu jedno z lokalnych bóstw miasta Busiris w delcie Nilu. 
Utożsamiane z Ozyrysem, który prawdopodobnie przejął od niego niektóre elementy mitu i atrybuty.
Pierwotnie był prawdopodobnie bóstwem pasterskim z obszaru zachodniej Delty względnie pradawnym deifikowanym królem miasta Dżedu, noszącym to imię. Przedstawiano go w postaci ludzkiej jako władcę z typowymi jego insygniami (długim zakrzywionym berłem heka w prawej ręce i biczem nechacha w drugiej), z głową ozdobioną dwoma piórami. Bywał też wyobrażany w koronie atef z dodatkiem strusich piór. Historycznie Anedżti dość wcześnie został włączony w silniejszy kult Ozyrysa, a jego imię stało się jednym z epitetów ważniejszego, ogólnoegipskiego bóstwa. 